# St.-Secundus-Kirche (Hennstedt)

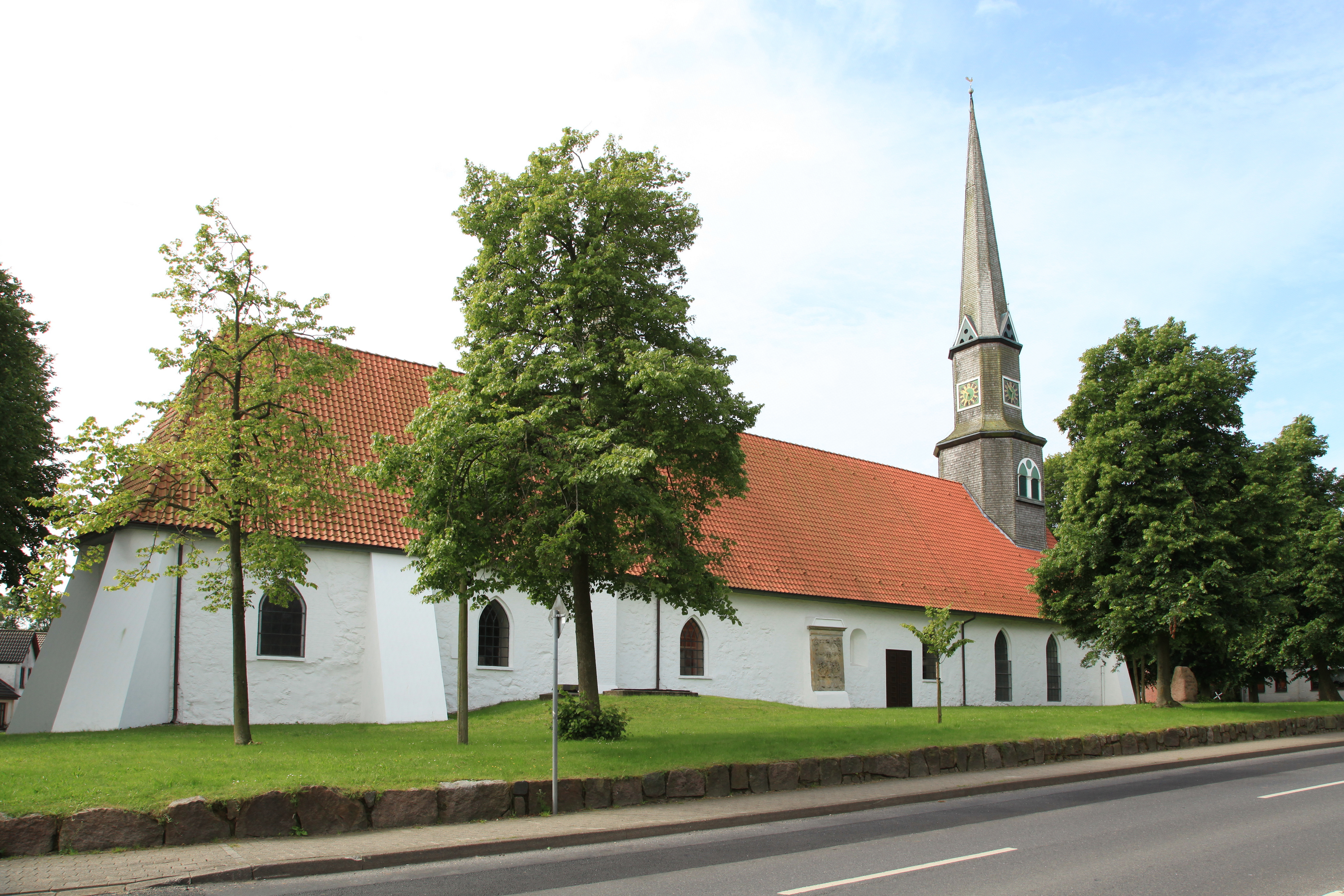
Blick auf die Kirche von NO

Die St.-Secundus-Kirche in Hennstedt ist eine spätromanische Feldsteinkirche mit einer kostbaren Ausstattung aus dem 17. und 18. Jahrhundert. Sie gehört der Kirchengemeinde Hennstedt im Kirchenkreis Dithmarschen in der Evangelisch-lutherischen Kirche in Norddeutschland.

## Geschichte
Das Kirchspiel Hennstedt wurde aus dem schon 1140 vorhandenen Kirchspiel Tellingstedt ausgegliedert und ist erstmals 1281 in einem Vertrag der Hansestadt Hamburg mit Dithmarschen erwähnt. Der Bau der nach dem frühchristlichen Märtyrer Secundus von Victimulum benannten Kirche wurde aber vermutlich schon im 12. Jahrhundert begonnen. Die Kirche steht am höchsten Ort auf der Geest in Hennstedt und diente so vor der Abdämmung der Eider bei Hochwasser als Fluchtpunkt. Vor der Reformation unterstand das Kirchspiel wie alle Dithmarscher Kirchen dem Patronat des Hamburger Domkapitels, dessen Einfluss jedoch schon im 15. Jahrhundert zunehmend eingeschränkt wurde von den einflussreichen Regentenfamilien.
Nach dem Sieg der Dithmarscher in der Schlacht bei Hemmingstedt nutzten die Hennstedter und ihre Nachbarn aus Delve, Tellingstedt und Albersdorf, deren Land vom dänischen Heerzug verschont geblieben war, die Lage aus für einen Überfall auf die Tielenburg des Herzogs von Schleswig am anderen Eiderufer in der Landschaft Stapelholm. Der Hennstedter Anteil an der eroberten Tielenhemme wurde der Kirche geschenkt.

## Bau

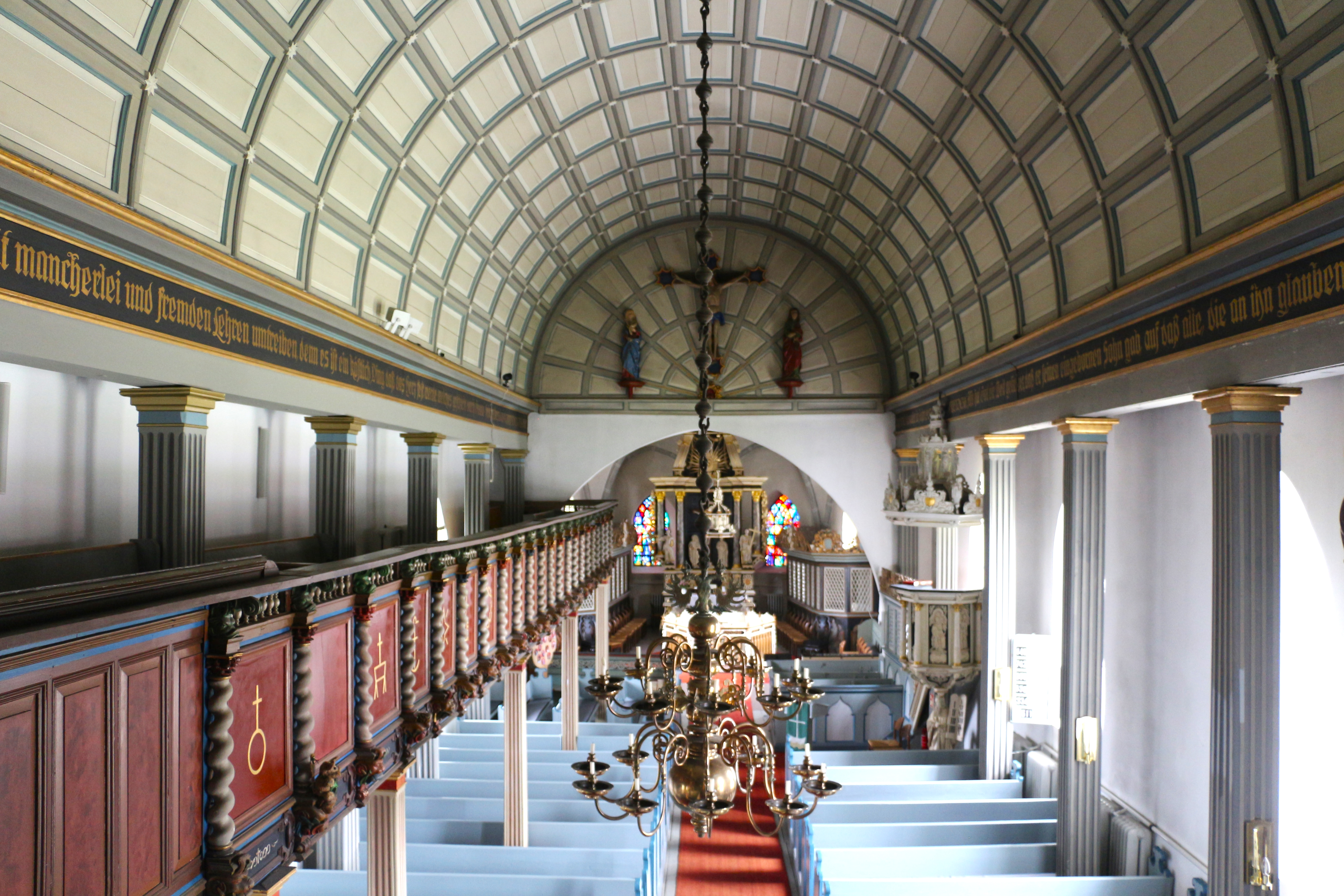
Blick von der Empore

Das romanische Kirchenschiff ist aus Feldstein errichtet. Der gewölbte Chor im gotischen Stil wurde um 1470 angebaut. Anstatt eines Turms hatte die Kirche zunächst einen hölzernen Glockenstapel, wie er im benachbarten Delve noch steht. Dieser Glockenturm brannte 1737 nach Blitzeinschlag nieder.
Das Kirchenschiff wurde 1743/44 von dem Heider Baumeister Johann Georg Schott in Richtung Westen erweitert, dabei wurde über dem neuen Giebel ein Turm errichtet, der dem der St.-Jürgen-Kirche in Heide ähnelt. Im Osten des Kirchbaus wurde 1763 ein Dachreiter aufgesetzt. 1837 wurden die Fenster vergrößert. 1844 brannte der Turm, anschließend wurden Turm und Westgiebel 1847 erneuert. In diesem Zusammenhang wurde ein neuer Eingang durch die Westtür und die Turmvorhalle geschaffen und das romanische Südportal zugemauert. Das ursprünglich flachgedeckte Kirchenschiff erhielt 1863 zur Verbesserung der Akustik ein hohes Tonnengewölbe.

## Ausstattung
Die Kirchenausstattung stammt größtenteils aus der Barockzeit. Von der vorreformatorischen Ausstattung hat sich nur das Triumphkreuz aus der Zeit kurz vor 1500 mit den Begleitfiguren Maria und Johannes erhalten. Zur barocken Neugestaltung der Kirche unter Johann Georg Schott um 1740 gehörten neben dem Altar und den Abendmahlsbänken auch das Kirchengestühl sowie die Beichtstühle oder Priechen im Chorraum.

### Kanzel
Die 1651 aufgestellte Kanzel wird dem Bildschnitzer Henning Claussen aus Neuenkirchen zugeschrieben, einem „bedeutenden Vertreter norddeutscher Plastik zwischen Spätmanierismus und Frühbarock“. Das Bildprogramm stellt die Heilsgeschichte dar. Getragen wird der Kanzelkorb von einer Skulptur des gehörnten Mose mit den Gesetzestafeln als Symbol des Alten Bundes. Die fünf Seiten des Kanzelkorbes tragen Reliefs von Aposteln, die anhand ihrer Attribute zu erkennen sind. Sie und die in den Feldern des Treppengeländers dargestellten Evangelisten Lukas und Johannes versinnbildlichen die Lehre der Kirche. Der Schalldeckel zeigt über weiteren Figuren Christus mit der Weltkugel sowie einen Pelikan, der seine Jungen mit seinem Blut nährt, als Symbol für den Opfertod Christi. Betreten wird die Kanzel durch einen Treppenaufgang direkt aus dem Pastorengestühl. Die zwischenzeitlich farbig gefasste Kanzel wurde bei der letzten Renovierung wieder in den schlichteren Originalzustand zurückversetzt.

### Taufe
Direkt vor dem Altar steht das Taufbecken. Das aus Holz geschnitzte Becken und der Deckel, der das Taufwasser vor Verunreinigung schützte, sind Werke des Rendsburger Bildschnitzers Hans Pahl, der auch das Taufbecken für die Christkirche in Rendsburg schuf. Die sechs Seiten der Kuppa des Taufbeckens sind mit Reliefs der Evangelisten sowie Petrus und Paulus geschmückt. Der Taufdeckel trägt als Aufschrift Mk 16,16  und das Datum 1687. Der mit musizierenden Engeln und Ornamenten geschmückte Aufbau ist von einer Darstellung der Taufe Jesu gekrönt. Die schwarz-weiße Fassung soll den Anschein von Alabaster erzeugen. Umgeben ist die Taufe von einem sechseckigen Gitter mit Hermen an den Ecken, das ebenfalls von Pahls Werkstatt hergestellt wurde. Auf der Brüstungsinschrift des Gitters befinden sich in einzelnen Kartuschen die Datierung 1687 und die Namen der elf Stifter, darunter Pastor Christian Brauer, Diakon Johannes Johannsen, Kirchspielvogt Claus Clausen und der Organist und Kirchspielschreiber Marcus Tilmann.

### Altar
Den Altar schnitzte 1743/45 der in Wesselburen ansässige Bildschnitzer Albert Hinrich Burmeister (1683–1760). Er ist eine verkleinerte Fassung des Altars, den Burmeister als Kopie des Fredenhagen-Altars der Lübecker Marienkirche für die St.-Bartholomäus-Kirche seines Heimatortes hergestellt hatte. Im Zentrum steht eine Kreuzigungsgruppe, gerahmt von Allegorien von Glaube und Hoffnung. In der Predella befindet sich ein Gemälde von Jesu letztem Abendmahl. Angeblich war die Gemeinde nicht zufrieden mit dem neuen Altar und forderte vom Künstler Nachbesserungen.
Wie die Kanzel wurde auch der Altar zu Beginn des 20. Jahrhunderts bunt bemalt. Statt der allegorischen Figuren stellte man zeitweise die Begleitfiguren des Triumphkreuzes in die Seitenfelder, so dass der Gekreuzigte von je zweimal Maria und Johannes gerahmt war. Bei einer Renovierung Ende des 20. Jahrhunderts wurde die ursprüngliche Gestaltung mit der Stein imitierenden Farbfassung wiederhergestellt.

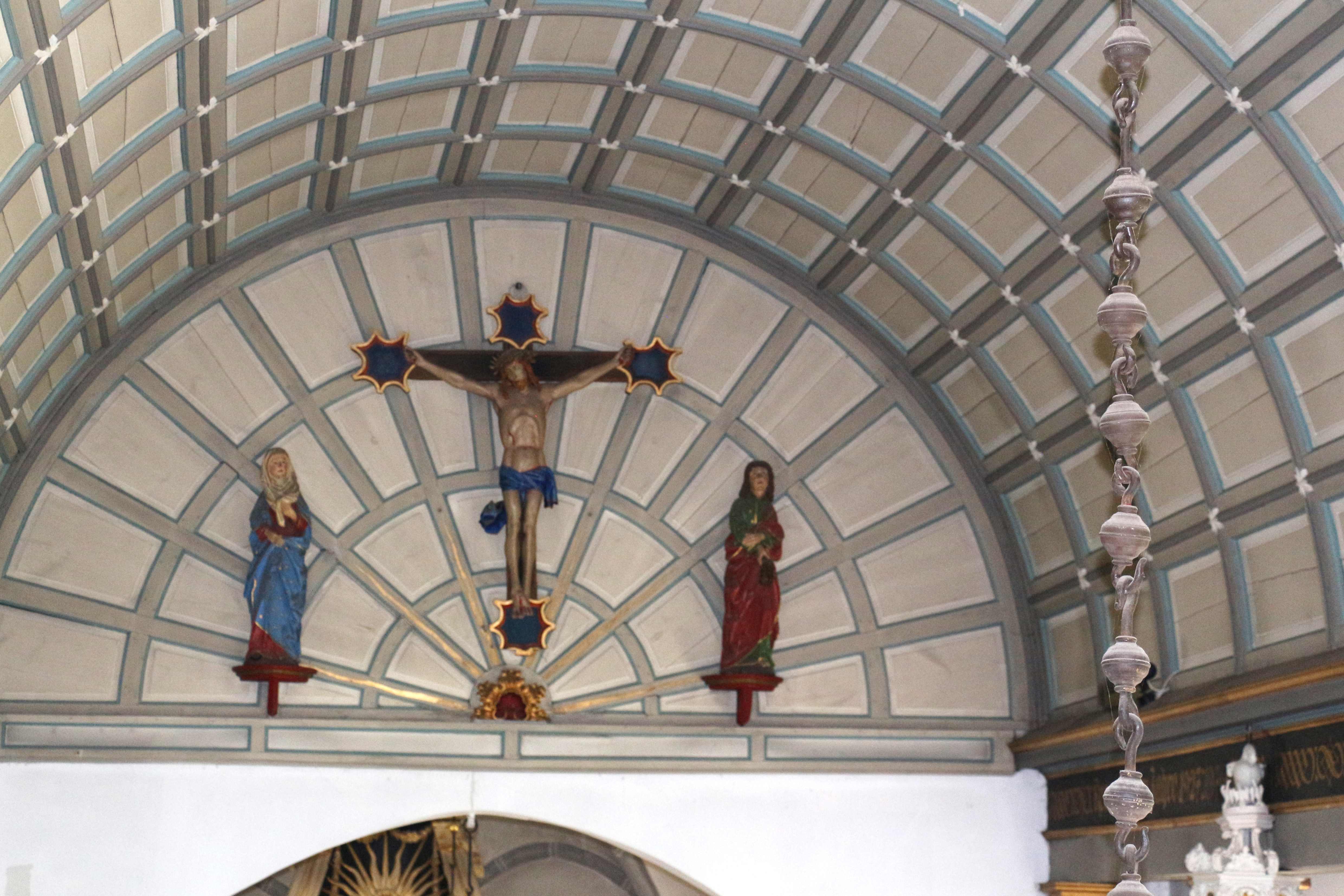
Triumphkreuz
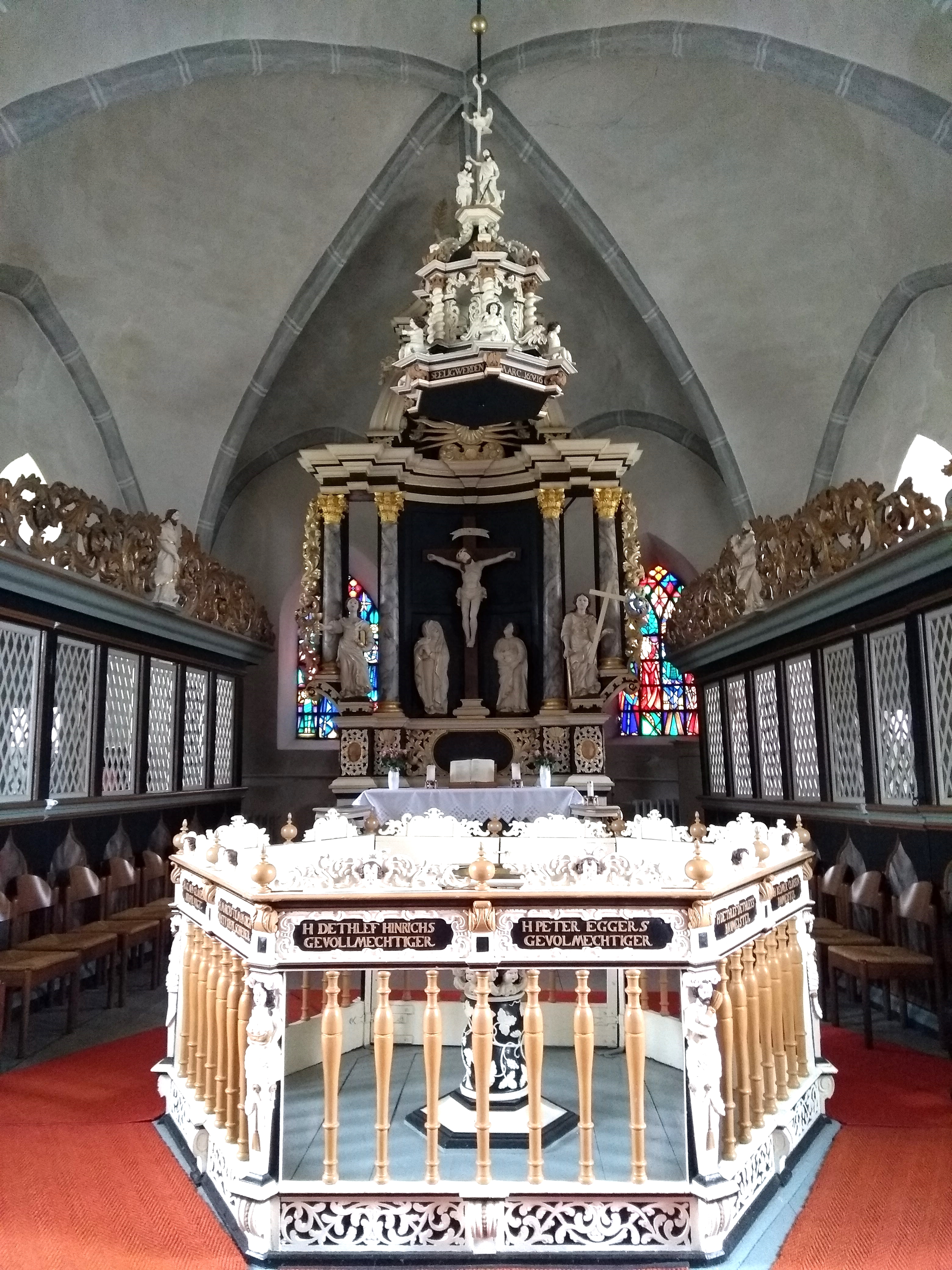
Barocke Ausstattung des gotischen Chores
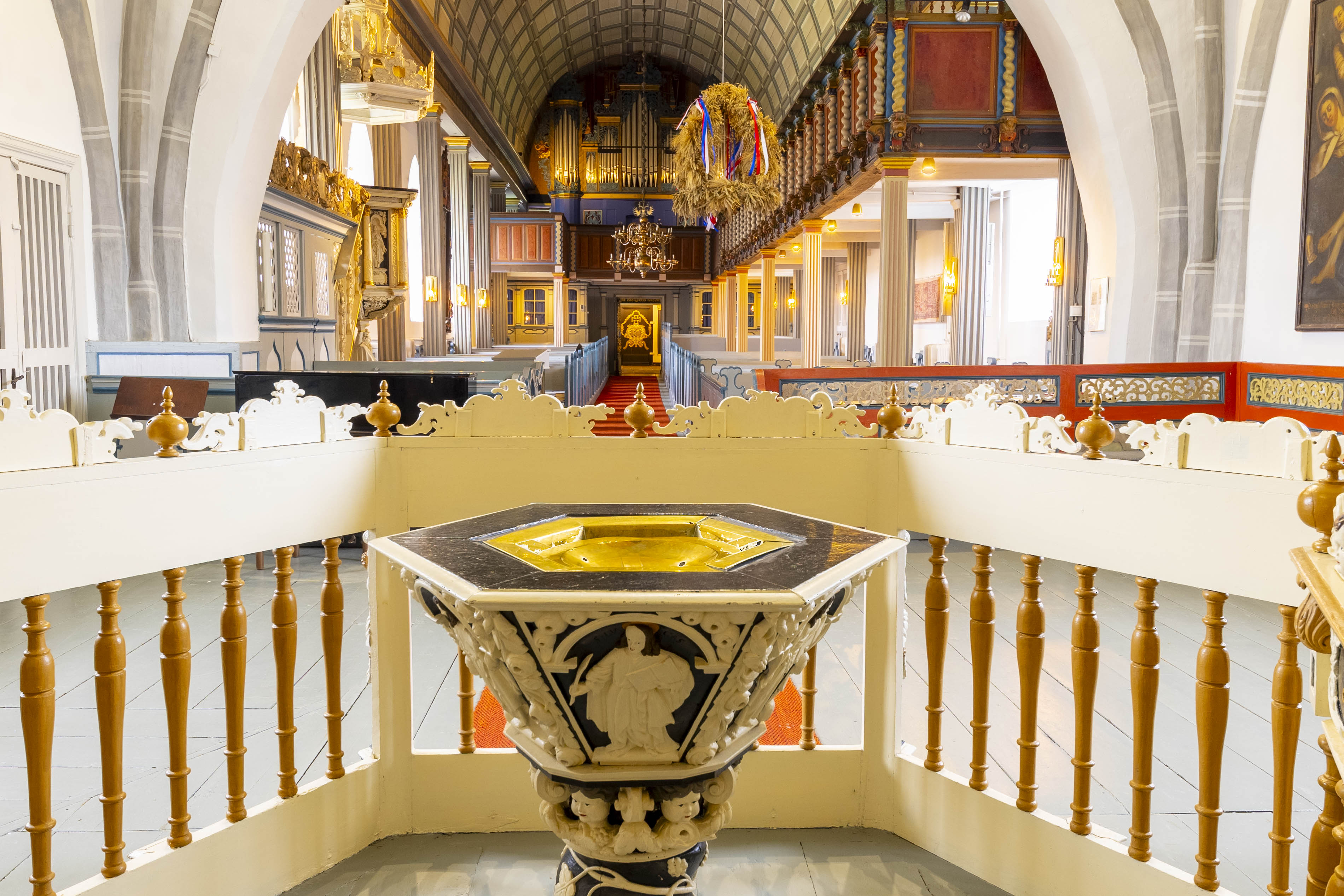
Taufbecken
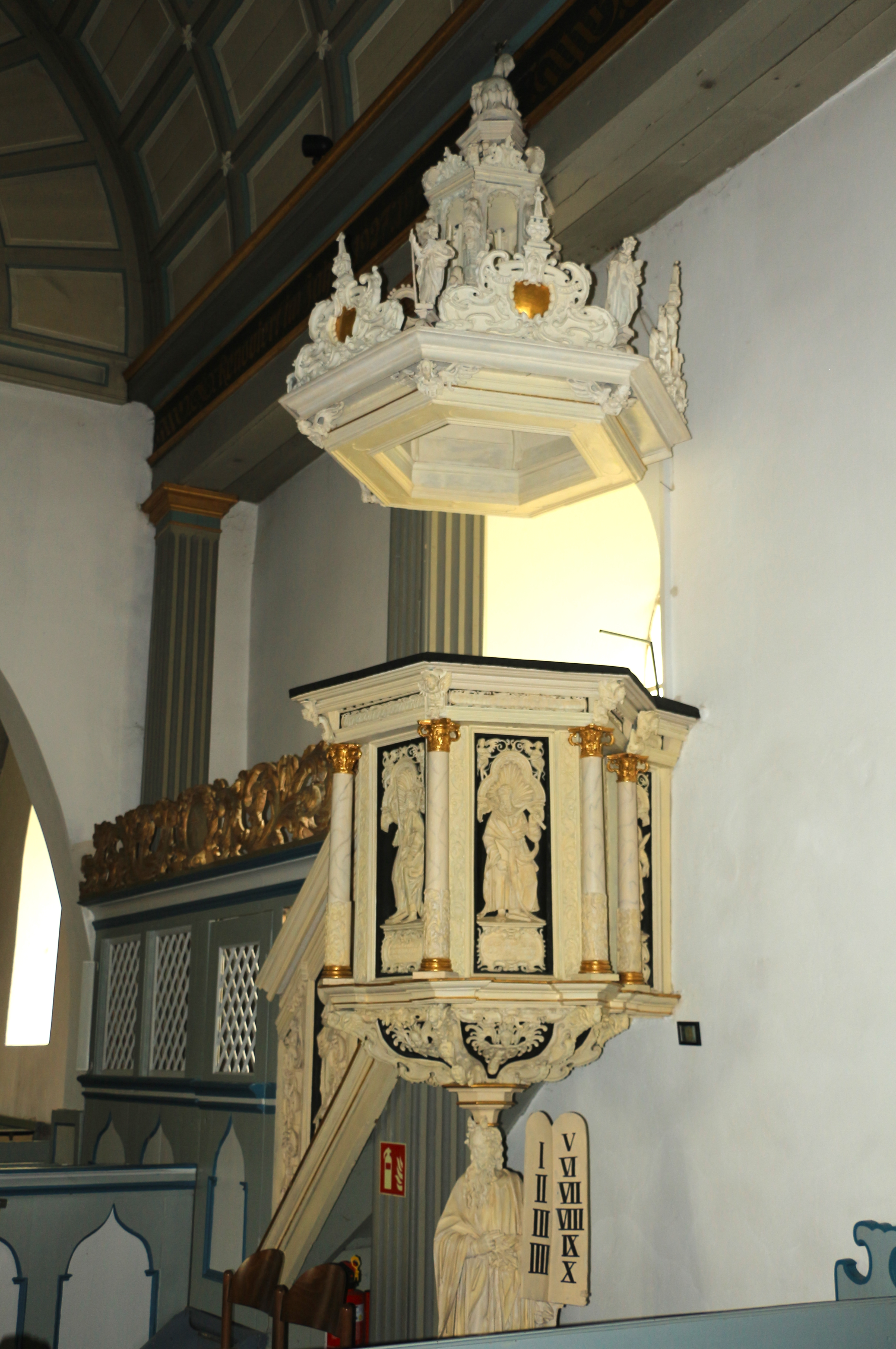
Kanzel
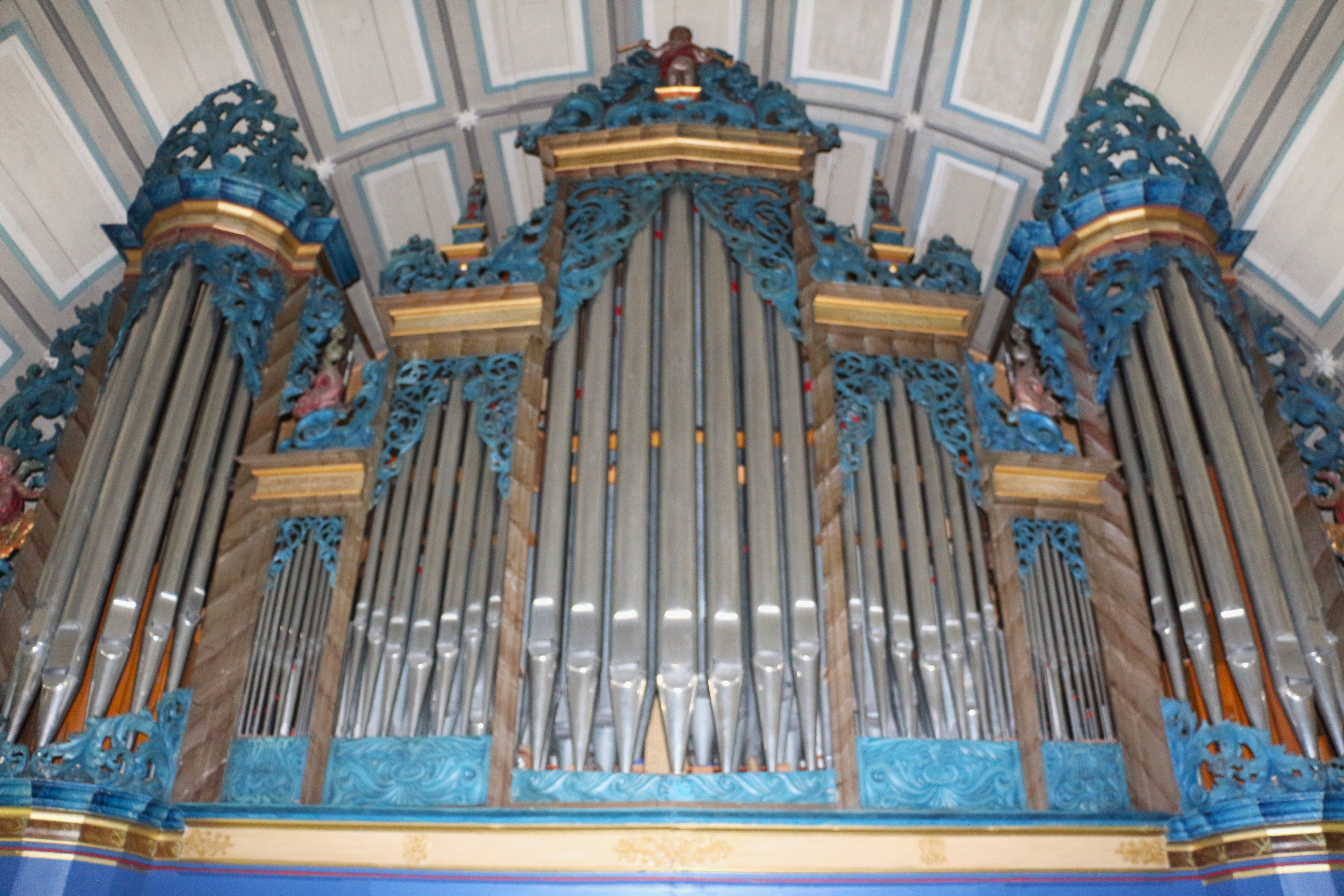
Orgelprospekt
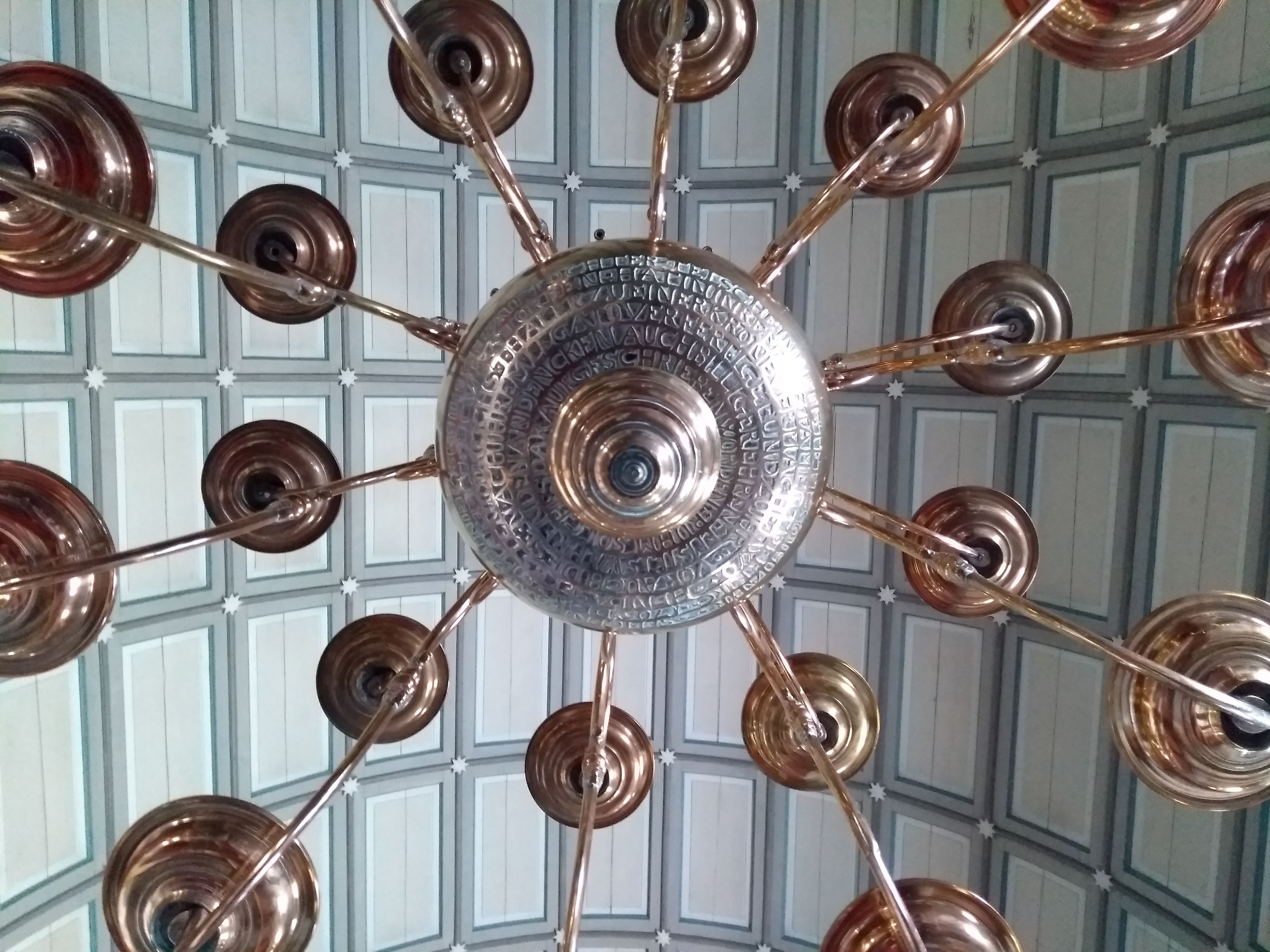
Leuchter mit Widmungsinschrift

### Reformationsteppich
In der Kirche ausgestellt wird ein Replikat des Reformationsteppichs, eines Bildteppichs, den 1667 Anna Bump, vermutlich die 1644 geborene Schwester des späteren Pastors Nikolaus Bump, anlässlich des 150. Jubiläums der Reformation herstellte. Er war vermutlich als Wandbehang für die Kirche gedacht. Der 56 × 350 cm große Teppich stellt die Heilsgeschichte der lutherischen Lehre anhand des Lebens Jesu in fünf Bildfeldern von seiner Geburt über seinen Tod und Auferstehung bis zu seiner Wiederkunft zum Jüngsten Gericht und dem Himmlischen Jerusalem dar. Jedem Bildfeld, in dem jeweils mehrere Szenen dargestellt sind, sind wörtlich nach der hochdeutschen Lutherbibel von 1545 zitiertes Bibelzitate beigegeben. Weitere Texte und Bibelstellen finden sich zwischen den gewebten Figuren. Das Original befindet sich im Museum Europäischer Kulturen in Berlin.

### Weitere Ausstattung
Die Nordempore wurde 1650 eingezogen. Der große Kronleuchter wurde 1705 nach einem testamentarischen Legat der unverheiratet verstorbenen Telsche Hinrichs (1657–1705) angefertigt. Die bunten Fenster hinter dem Altar gestaltete der Kieler Maler Werner Lange 1926.

## Orgel
Eine Orgel gab es im Hennstedt bereits vor 1600, wie einem Vertrag mit dem Orgelbauer Nicolaus Einfeldt aus Barkau zu entnehmen ist, der 1611 mit Reparatur und Stimmung der Orgel beauftragt wurde und dafür 50 Mark lübisch zusätzlich zu freier Kost und Logis für sich und seinen Gehilfen erhalten sollte. Den Orgelprospekt schuf Tobias Brunner zwischen 1643 und 1650. Die Basstürme für die Erweiterung der Orgel 1744 schnitzte A. H. Burmeister, der Schöpfer des Altars. Hundert Jahre später wurde die Orgel beim Brand des Turmes so schwer beschädigt, dass das Orgelwerk größtenteils erneuert werden musste, während der Prospekt wiederhergestellt werden konnte. Um den Klang der neuen Orgel zu verbessern, wurde die bisherige flache Balkendecke durch das Tonnengewölbe ersetzt.
Der erste namentlich bekannte Organist war Johann Offen von 1591 bis 1609. Lange Zeit war der Organist zugleich Kirchspielschreiber, während der Lehrer der Kirchspielschule gleichzeitig das Amt des Küsters innehatte und als Kantor den Gesang im Gottesdienst leitete.
Der Komponist Hans Friedrich Micheelsen war Sohn des um 1900 in Hennstedt tätigen Organisten und Lehrers.

## Friedhof und Denkmäler
An der Nordwand der Kirche ist der Grabstein angebracht, den Nikolaus Junge, Doktor der Rechte und Vizekanzler im Herzogtum Schleswig-Holstein-Gottorf, für seine Eltern Karsten und Eddel anfertigen ließ. Karsten Junge aus dem Dithmarscher Geschlecht der Itzemannen, einer der Regentenfamilien der Republik Dithmarschen, unterstützte wie sein Sohn die Interessen des Gottorfer Herzogs und des dänischen Königs gegen die Dithmarscher, die immer noch ihrer vierzig Jahre zuvor in der Letzten Fehde verlorenen Selbständigkeit nachtrauerten. Deshalb geriet er in Streit mit dem ebenfalls aus einem der großen Geschlechter stammenden Marcus Wrange (1524–1601), dem Propst von Norderdithmarschen mit Sitz in Neuenkirchen, einem patriotischen Dithmarscher und laut Neocorus mitreißenden Redner, aber auch berüchtigten Trinker. Junge starb am 30. Mai 1599 an den Folgen der Stichverletzung, die ihm der Propst zugefügt hatte.

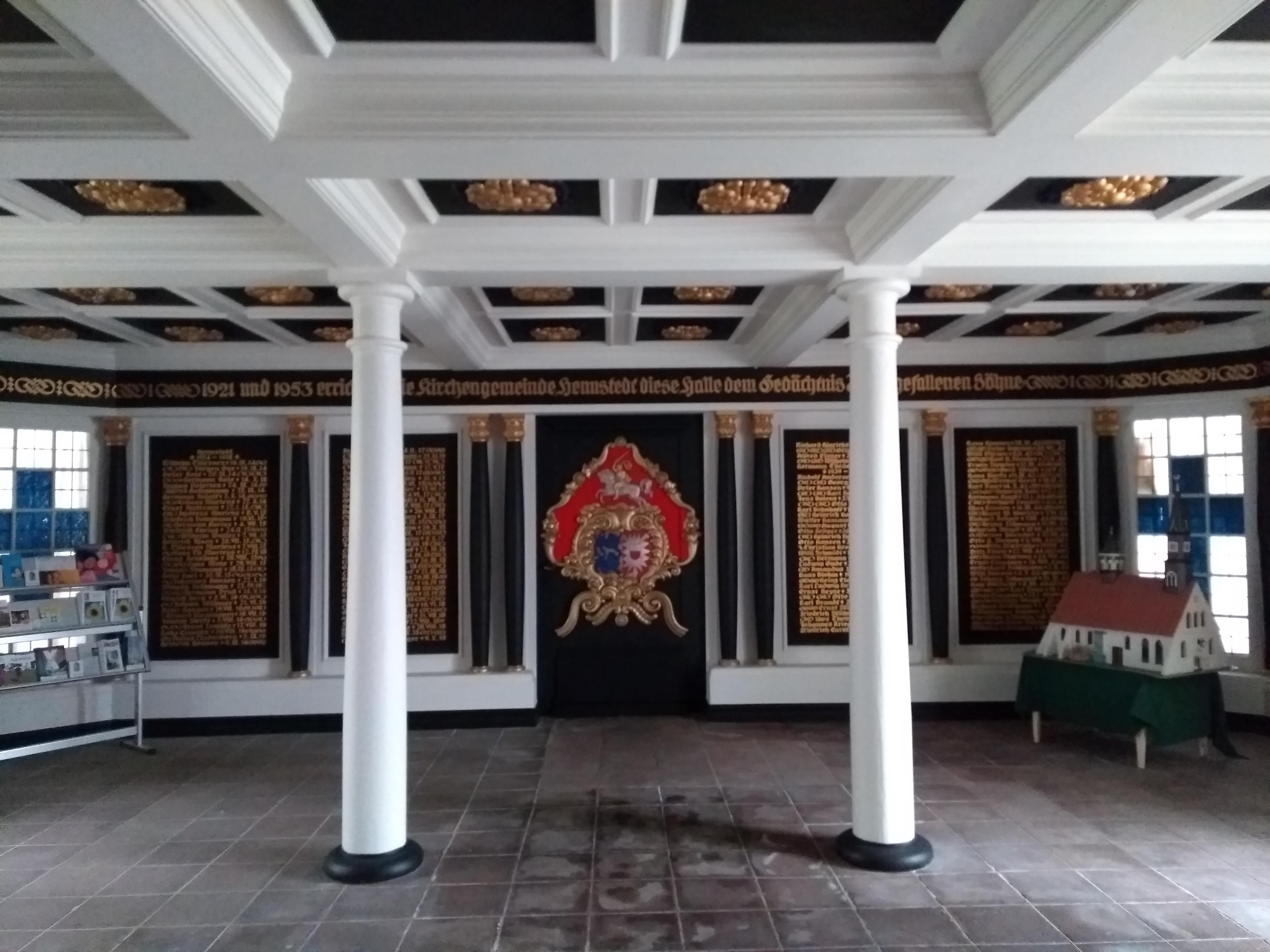
Gedenkstätte für die Gefallenen der Weltkriege in der Vorhalle, die Tür mit dem Dithmarscher Wappen führt in das Kirchenschiff.

Nach dem Ersten Weltkrieg wurde 1921 die Vorhalle unter der Orgelempore zu einem Ehrenmal für die Kriegsgefallenen umgestaltet. 1953 wurde die Halle umgestaltet, um auch die Namen der im Zweiten Weltkrieg Gefallenen nach zur Gemeinde gehörenden Ortschaften geordnet unterzubringen. Zusätzliche Tafeln tragen die Namen von gefallenen Angehörigen von Flüchtlingen aus Ostpreußen und Pommern und von vermissten Hennstedtern. Die über den Platten an der Wand entlang laufende Inschrift lautet: 

„Wie Ihr zu sterben wußtet für das Vaterland, so wollen wir dafür zu leben wissen. Sie gaben Ihr Leben, Ihr Alles, Ihr Blut. 1914 1918. 1939 1945. Sie gaben es hin mit heiligem Blut für uns. Sei getreu bis an den Tod, so will ich Dir die Krone des Lebens geben. 1921 und 1953 errichtete die Kirchengemeinde Hennstedt diese Halle dem Gedächtnis Ihrer gefallenen Söhne.“

Der Kirchhof rund um die Kirche wurde 1847 durch den etwas entfernt liegenden neuen Friedhof ersetzt, in dessen Mitte sich ein Obelisk des Deutsch-Französischen Kriegs 1870/71 befindet. Ein Findling als Erinnerung an die Gefallenen der Schleswig-Holsteinischen Erhebung 1848–1851 ist neben der Kirche aufgestellt. Der Totengräber, dessen Wohnung sich auf dem neuen Friedhof befand, hatte das Recht, die Trauergesellschaft nach der Beisetzung zu bewirten.

## Gemeinde
Zur Kirchengemeinde gehören neben dem Kirchdorf Hennstedt die Ortschaften Kleve, Linden, Barkenholm, Süderheistedt, Norderheistedt, Hägen, Fedderingen und Wiemerstedt. Die schon vor der Reformation vorhandene, aber erst 1544 erwähnte St.-Rochus-Kapelle und spätere Kirche in Schlichting gehörte zunächst als Filiale zum Kirchspiel und wurde im Laufe des 18. Jahrhunderts unabhängig, aber noch Ende des 19. Jahrhunderts erhielten die Hennstedter Prediger eine „Entschädigung für den Wegfall der Schlichtinger Leichengebühren“.
Seit dem 16. Jahrhundert teilten sich zwei Prediger die Amtsgeschäfte, von denen einer Pastor war und der zweite ein etwas schlechter bezahlter Diakon mit der Option, beim Tod des Kollegen auf dessen Stelle aufzurücken. Ab etwa 1900 wurde die Gemeinde in zwei Pfarrbezirke geteilt und beide Pastoren waren nunmehr gleichberechtigt mit dem gleichen Einkommen. Unter den Predigern waren:
- Martin Clio († 1675) stammte von der Insel Strand. Während er als Student in Rostock und Wittenberg weilte, ertrank seine Familie bei der Burchardiflut im Oktober 1634. 1641 wurde er Diakon und 1658 Pastor in Hennstedt.
- Christian Brauer (1623–1708) war seit 1658 Diakon und von 1675 bis zu seinem Tod Pastor. Er war mit Clios Tochter verheiratet und gehörte zu den Stiftern der Taufe.
- Nikolaus Bump (1664–1737) stammte aus einem der großen Geschlechter im Kirchspiel und heiratete Brauers Tochter.[25] Er wurde 1690 Diakon und 1708 Pastor. Seine ältere Schwester Anna webte den oben erwähnten Teppich, sein Sohn Christian (1703–1735) war Kirchspielvogt. Zum Gedächtnis an seinen frühverstorbenen Sohn stiftete Bump das Gemälde der Kreuzabnahme, das unter der Empore hängt.[13]
- Hinrich Christoph Leitheuser (auch Leithäuser; 1707–1762) war aus Korbach gebürtig und wurde Bumps Schwiegersohn und ab 1736 sein Nachfolger. Auf ihn folgte sein Sohn Johann Nicolaus (1740–1816),[13] der eine Tochter von Ludwig Friedrich Hudemann heiratete. Fast 180 Jahre hatte Hennstedt somit Prediger aus einer Familie.
- Gustav Frenssen war 1890–1892 Diakon in Hennstedt. Nach zehn Jahren als Pastor in Hemme schied er 1902 aus dem Pfarrdienst aus.
- Detlef Jakob Juhl (1883–1952) war von 1910 bis 1922 Kompastor in Hennstedt. Als Pastor von Horst war er 1934 Mitglied der Bekennenden Kirche.[26]
- Christian Peters (1891–1955) war ab 1923 Pastor in Hennstedt und in der Gemeinde sehr beliebt.[27] Als Mitglied der Deutschen Christen und des Kyffhäuserbundes wurde er 1933 Propst von Norderdithmarschen, behielt aber seinen Amtssitz in Hennstedt, bis der Propstensitz 1952 nach Heide verlegt wurde.[28]